# Geometria della forcella
La geometria della forcella è l'insieme delle principali misure (lunghezze e angoli) che definiscono una particolare configurazione, dove questi parametri hanno una grande influenza sulla guidabilità di una bicicletta o motocicletta.

## Inclinazione sterzo

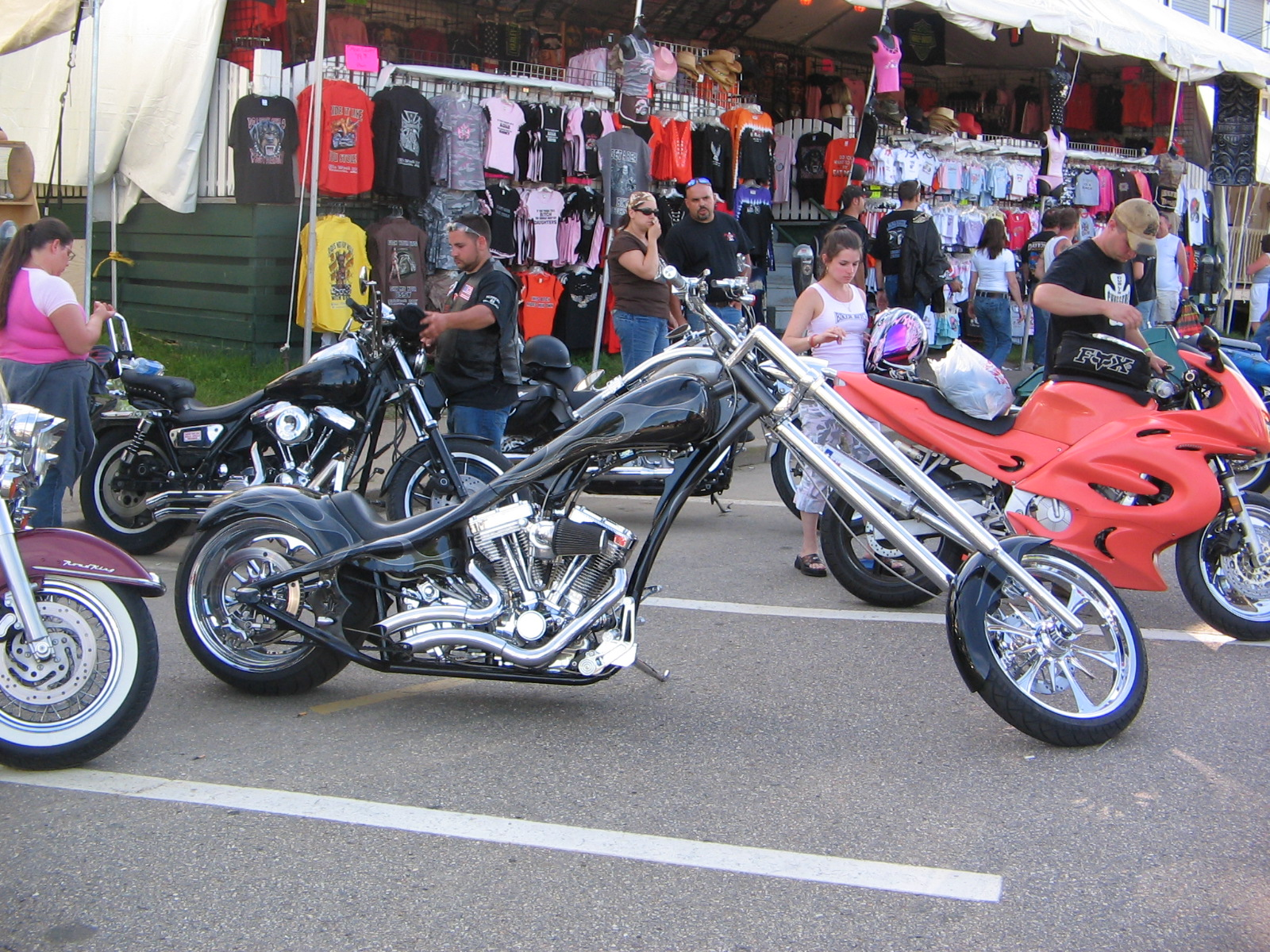
Chopper con inclinazione dello sterzo elevata

Determina l'inclinazione rispetto all'asse verticale (alcuni costruttori lo riferiscono in base all'asse orizzontale) ed è importante per determinare l'avancorsa.
Questa misura può essere variata con:
- Lunghezza delle forcelle, più si aumenta tale lunghezza e più aumenta tale misura.
- Modificazione inclinazione dell'alloggiamento del perno forcella alcune aziende forniscono motociclette con telai capaci di variare tale inclinazione.
- Spostando il punto d'aggancio della ruota da avanti a dietro o viceversa su alcune forcelle con l'asse ruota spostato rispetto alle forcelle, quindi avanzato o arretrato, si può ruotare il supporto della ruota e invertirne la posizione, ma richiede nel maggior dei casi utilizzare un nuovo supporto della pinza o modificare quello esistente.

## Offset
Questa misura (Offset positivo) quantifica lo spostamento anteriore (distanza) del centro della ruota rispetto all'asse formato dalla timoneria (asse di rotazione delle forcelle).
Questa misura è importante per determinare/variare l'avancorsa.
Questa misura può essere variata con:
- Cambio delle piastre dello sterzo
- Rimodellando le forcelle nel caso queste siano fisse

## Lunghezza e corsa
La lunghezza di una forcella è misurata dalla fine del punto di fissaggio alle piastre (o perno centrale nel caso questo sia tutt'uno con la forcella) al centro di fissaggio della ruota.
La corsa è data dall'escursione della sospensione, dove maggiore sarà l'escursione e maggiore sarà la capacità filtrante della sospensione, dato che potrà assorbire dislivelli/imperfezioni maggiori, ma ci sarà una maggiore variazione dell'avancorsa.
La lunghezza nelle forcelle ammortizzate può essere variata con:
- Aumento del precarico variazione della lunghezza a riposo e in modo costante durante l'uso
- Sostituzione della molla irrigidendo la molla, si può aumentare leggermente la lunghezza a riposo, riducendo la variazione della lunghezza in compressione (a parità di sollecitazione ci sarà una minore compressione)

## Avancorsa

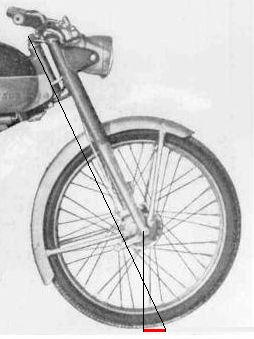
Avancorsa di una moto

Animation showing fork offset evolution to respect a given trail when the steering angle is modified.

Animation showing trail evolution when fork offset change with a constant steering angle.

Distanza espressa in millimetri tra la proiezione a terra della perpendicolare passante per il centro della ruota e l'asse di rotazione della forcella. Questo valore è positivo quando l'asse di rotazione cade anteriormente alla perpendicolare della ruota, altrimenti il suo valore è negativo.
L'avancorsa si distingue dall'incidenza non solo perché misurata in millimetri e non in gradi, ma anche perché l'asse di rotazione della ruota non è vincolato a passare per il centro della ruota stessa, mentre nel caso dell'incidenza deve forzatamente passare per il centro.
Un indice di avancorsa elevato porta a una maggiore stabilità direzionale (facendo inclinare il mezzo da un lato lasciando la forcella libera, la moto/bicicletta tenderà a far ritornare la moto dritta) e minore sensibilità alle imperfezioni della strada/suolo, mentre un indice di avancorsa ridotto porta a effetti opposti, ma a una migliore maneggevolezza, precisione e scioltezza nell'inserimento in curva (maggiore velocità nel cambio di direzione).
Questo valore può essere variato non solo con la variazione di "Offset" e "l'inclinazione dello sterzo", ma anche con:
- Sostituzione delle ruote più diventano grandi e maggiore diventerà l'avancorsa
- Sostituzione pneumatici utilizzando pneumatici che aumentano/diminuiscono il diametro della ruota
- Pressione pneumatico
- Sfilamento forcelle, più le forcelle sono lunghe e più si aumenta l'inclinazione dello sterzo